# Nikolaï Prokofievitch Jerdev
Pour les articles homonymes, voir Jerdev.
Nikolaï Prokofievitch Jerdev (en russe : Николай Прокофьевич Жердев) est un aviateur soviétique, né le 5 mai 1911 et décédé le 15 novembre 1942. Pilote de chasse et As de la guerre d'Espagne, de la guerre en Mongolie et de la Seconde Guerre mondiale, il fut distingué par le titre de Héros de l'Union soviétique.

## Carrière
Né le 5 mai 1911 à Routchenkovo, dans la région du Donetsk, il prit très jeune des cours de pilotage dans un aéroclub. En 1931 il s'engagea dans l'Armée rouge et fut breveté pilote au collège militaire de l'Air de Lougansk.

### Guerre d'Espagne
En avril 1938, alors leitenant (sous-lieutenant) il rejoignit, en tant que volontaire « internationaliste » les forces républicaines espagnoles. Il s'y distingua particulièrement le 12 août 1938, en abattant par taran — abordage en plein ciel — un Fiat CR-32. Cette action est la première de ce type réalisé par un pilote soviétique lors d'un combat aérien, ce qui fait de Nikolaï Jerdev le premier aviateur d'URSS à avoir accompli un taran. Il rentra en Union soviétique au début de 1939.

### Guerre en Mongolie
Mais dès juin suivant, il rejoignit le front de Mongolie et participa à la bataille de Halhin Gol contre les troupes japonaises. Il était alors kapitan (capitaine), commandant une escadrille du 70.IAP (régiment de chasse aérienne), avec laquelle il accomplit pas moins de 105 missions en trois mois. Selon des sources soviétiques, parmi ses victimes se trouverait l'as japonais, le capitaine Aratoki.

### Seconde Guerre mondiale
Il participa dès juin 1941 aux combats de la Seconde Guerre mondiale, obtenant 2 victoires. Il fut ensuite nommé officier de navigation au 821.IAP et fut tué au combat le 15 novembre 1942.

## Palmarès et décorations

### Tableau de chasse
Nikolaï Jerdev est crédité de 22 victoires homologuées, dont 16 individuelles et 6+ en coopération, remportées au cours de trois conflits :
- Espagne : 3 victoires homologuées et plusieurs en coopération ;
- Mongolie : 11 victoires homologuées, dont 8 individuelles et 3 en coopération ;
- 1941-1942 : 5 victoires homologuées, dont 2 individuelles et 3 en coopération.

### Décorations
- Héros de l'Union soviétique le 17 novembre 1939 (médaille no 169) ;
- Deux fois décoré de l'ordre de Lénine :

le 22 février 1939,

le 17 novembre 1939 ;

- Deux fois décoré de l'ordre du Drapeau rouge le 29 août 1939 ;
- Ordre du Drapeau Rouge de Mongolie de 1re classe le 10 août 1939.